# تجنکلا علیا
تجنکلا علیا، روستایی است از توابع بخش مرکزی شهرستان چالوس در استان مازندران ایران.

## جمعیت
این روستا در دهستان کلارستاق شرقی قرار دارد و براساس سرشماری مرکز آمار ایران در سال ۱۳۸۵، جمعیت آن ۱۱۰۲ نفر (۲۸۰خانوار) بوده‌است. مردم تجنکلا از قومیت طبری هستند. مردم تجنکلا به زبان طبری با گویش چالوسی سخن می‌گویند.